# Druga Solca
Druga Solca – przysiółek wsi Brody położony w Polsce, w województwie małopolskim, w powiecie wadowickim, w gminie Kalwaria Zebrzydowska, na pograniczu Pogórza Wielickiego i Beskidu Makowskiego, przy drodze krajowej nr 52 Bielsko-Biała – Głogoczów, na wschód od Kalwarii Zebrzydowskiej.
W latach 1975–1998 przysiółek administracyjnie należał do województwa bielskiego.